# ボゴタ植物園
ボゴタ植物園（ボゴタしょくぶつえん、Botánico de Bogotá）は、コロンビアの首都ボゴタにある植物園。 国内最大の植物園であり、コロンビアの多彩な植生を再現している。面積は約20ha。都心立地で、ボゴタ市民の憩いの場となっている。学術機関としても機能しており、大学の研究者の利用が多い。公式名称には著名な植物学者ホセ・セレスティーノ・ムティスの名を冠する。

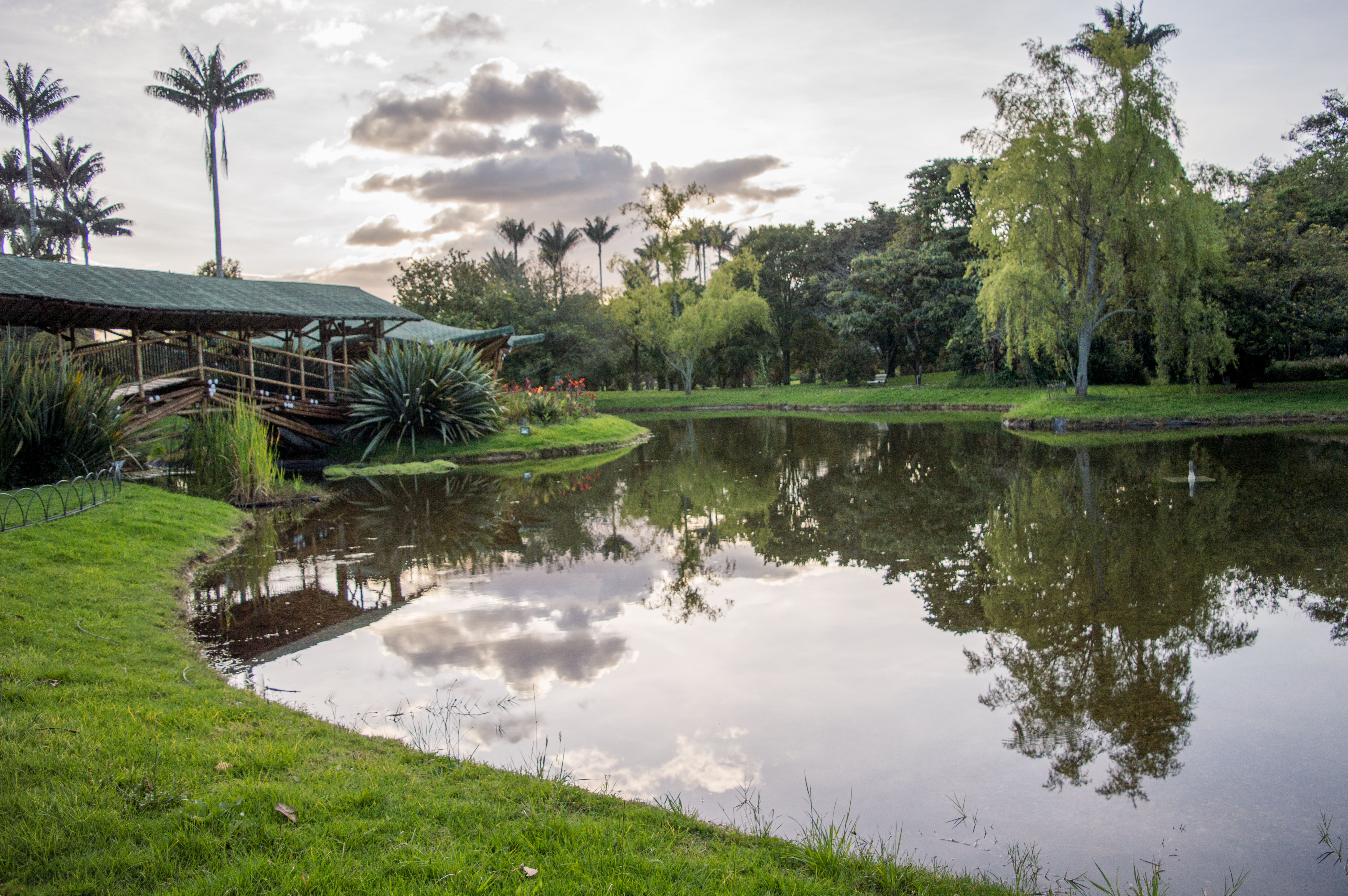
園内の池

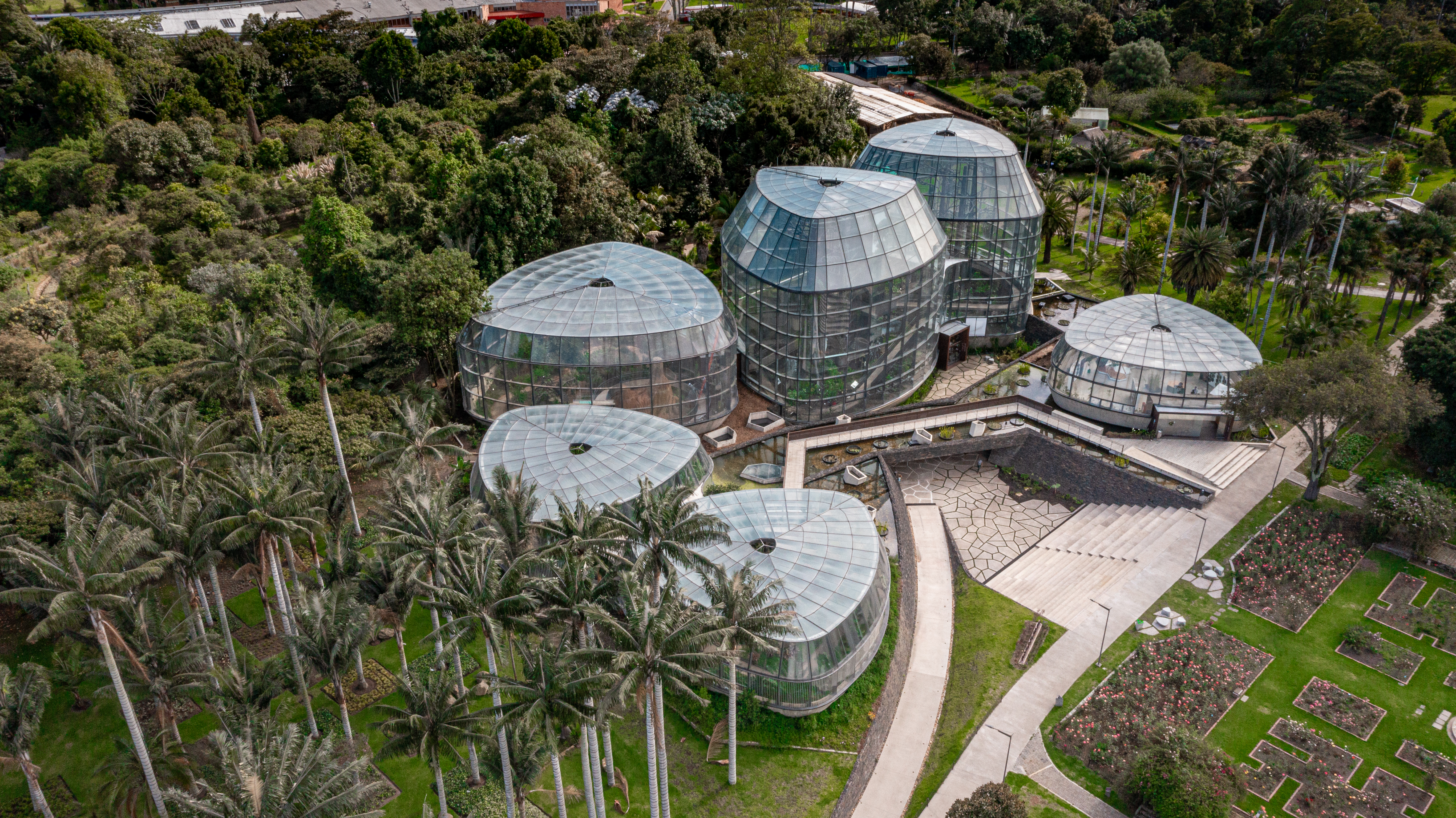
熱帯温室

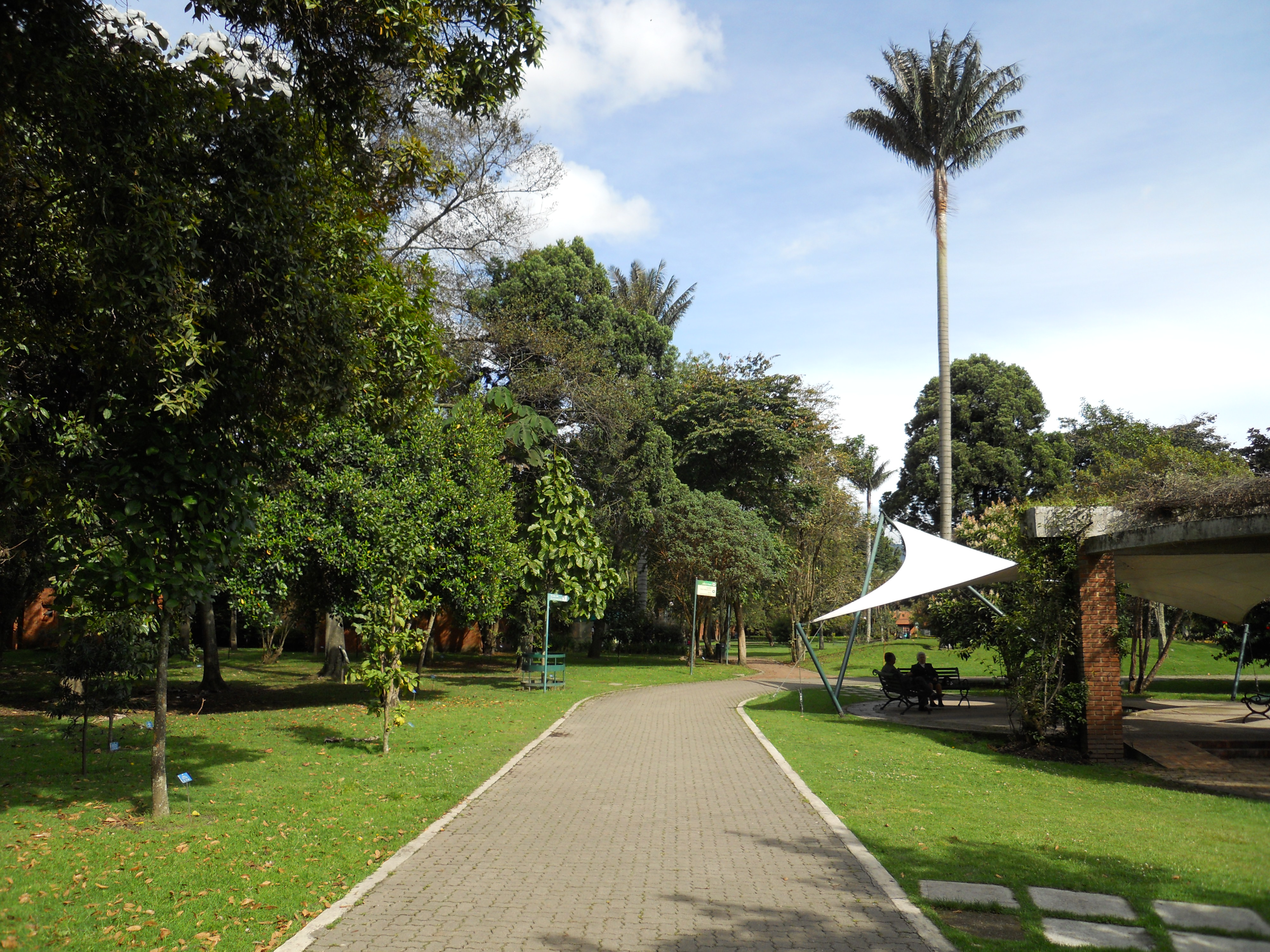
遊歩道

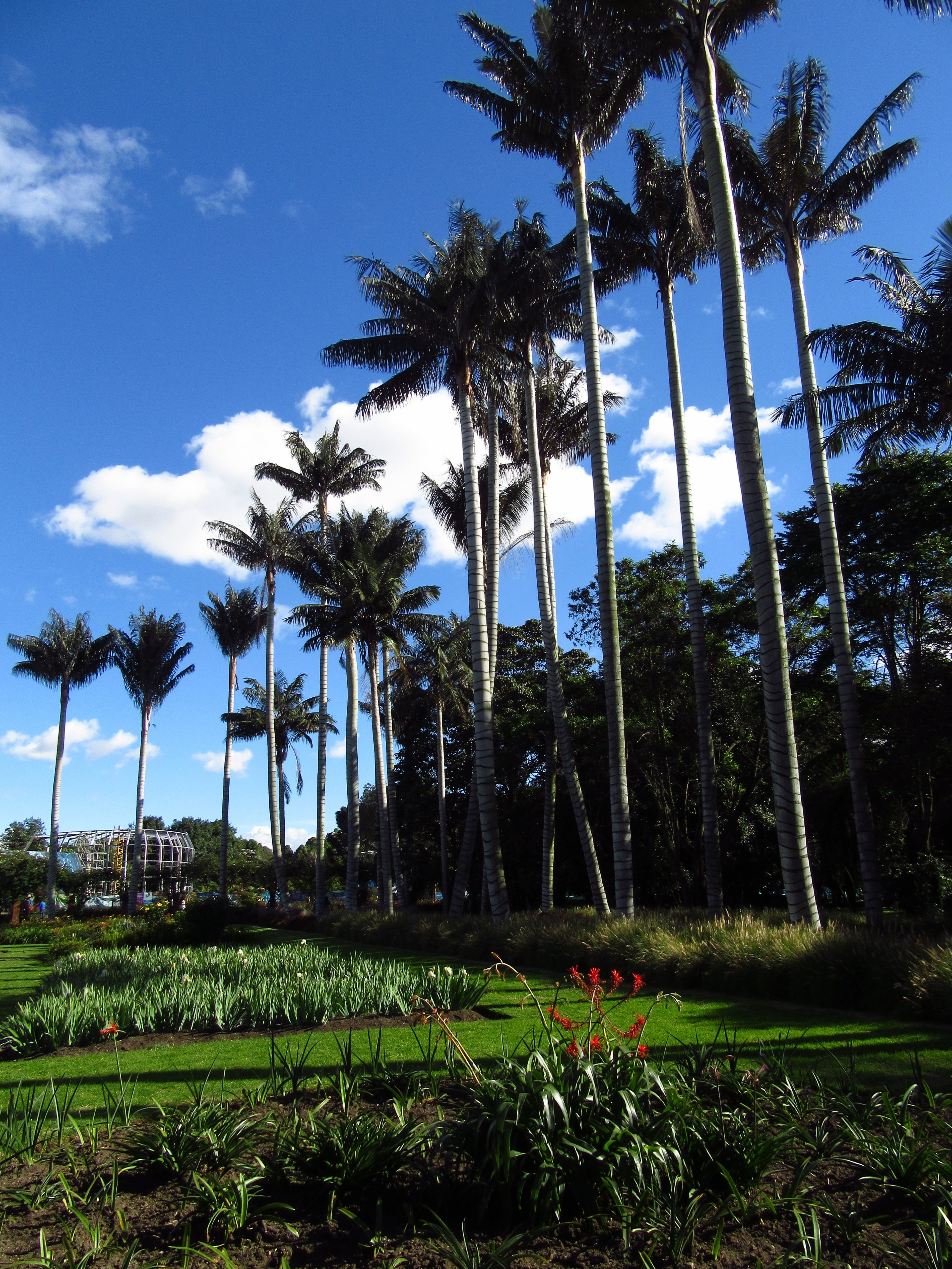
ヤシの木

## 歴史
1937年、コロンビア国立大学の植物学者エンリケ・アルベラエスは、大学に植物園を開園すべく上層部に働きかけたが、戦争や政治的混乱のため予算を確保できなかった。その後ボゴタ市はアルベラスの提案を受け入れ、市有地を彼に提供した。1955年開園。

## 施設
ボゴタ植物園の特色となっているのは、アンデス山脈の高山植物とアマゾン熱帯雨林を再現した温室である。